# Таслима Низами
Таслима́ Низами́евна Шарафутди́нова (девичья фамилия — Низами́ева; тат. Тәслимә Низам кызы Шәрәфетдинева; более известна как Таслима Низами (тат. Тәслимә Низами); род. 23 августа 1956, д. Туктар, Сабинский район, Татарская АССР, РСФСР, СССР) — татарская поэтесса, композитор и певица, автор более 500 популярных песен на татарском языке. Заслуженная артистка Республики Татарстан (2008).

## Биография
Таслима Низами родилась в деревне Туктар Сабинского района Татарской АССР СССР 23 августа 1956 года. С детства увлекалась музыкой, сочиняла стихи. После получения среднего образования работала в г.Казань на Казанском авиационном производственном объединении (КАПО) имени С. П. Горбунова в должности фрезеровщицы и комплектовщицы. В 1983 году Таслима Низами окончила отделение татарской журналистики на факультете журналистики в Казанском государственном университете им. В. И. Ульянова-Ленина. После окончания университета в разное время работала корреспондентом, зав.отделом, редактором в районных газетах «Байрак» («Знамя» г. Буинск), а также в столичных казанских СМИ, таких как «Мәдәни Җомга» (главное издание республики Татарстан по культуре и искусству), «Шәһри Казан», «Мәгърифәт», «Өмет»/«Выбор» (газета социальных проблем). Ушла из журналистики в 2004 году по причине инвалидности.

## Творчество
Таслима Низами начала писать песни после рождения третьего сына Ильшата. На сегодня она является признанным автором и композитором многочисленных татарских хитов, таких как «Кайтам әле Әлдермешкә», «Хыянәт», «Падишаһым-Солтаным», «Син барында», «Нарат җиләге», «Бал җимеше», «Әйләнә (Карусель)». Её песни исполняют многие популярные татарские певцы: Флера Сулейманова, Гузель Уразова, Хания Фархи, Зэйнэп Фэтхетдинова, Резеда Кадыйрова, Габделфэт Сафин, дуэт «Фәридә һәм Алсу», Эльвира Хайруллина, Резеда Шарафиева, Асылъяр, Асаф Валиев, Лилия Муллагалиева, и др. Также сама исполняет песни собственного сочинения. Выпустила более 10 различных сборников на CD, DVD и аудиокассетах.
По словам самой Таслимы Низами «особую роль в её творчестве занимает тема любви, которая включает в себя и любовь к родному краю, к детям, родителям. По просьбе поклонников её творчества написано множество песен о татарских деревнях. Перед написанием песни нужно обязательно изучить традиции, природу и жителей данной глубинки, ведь каждая деревня — это отдельная история. С теплотой и нежностью написаны песни о матерях. Они на самом главном месте». В поэтическом творчестве Таслимы Низами активно прослеживается параллель между внутренним духовным миром человека и внешним миром природы.
В 1995 году Таслима Низами стала победителем международного фестиваля татарской песни «Кара алтын моңы — 1995» (г.Альметьевск) с песней «Йөрәгемдә туган авылым» (c тат.  «В сердце – родная деревня») в исполнении Резеды Мустафиной.
В 2000 году сразу две песни, написанные Таслимой Низами — «Әлдермешкә кайтам әле» в исполнении Хании Фархи и «Хыянәт» в исполнении Габдельфата Сафина — стали лауреатами «Алтын барс» — предшественника Международного эстрадного фестиваля татарской песни «Татар жыры».
В 2006 году Отдел культуры г. Казани наградил Таслиму Низами почетной грамотой за вклад в развитие культуры и искусства в г. Казани.
12 ноября 2008 года за ощутимый вклад в развитие и пропаганду татарского музыкального искусства певице-вокалистке, самодеятельному композитору Таслиме Низами присвоено звание Заслуженная артистка Республики Татарстан.
В 2010 году Татарское книжное издательство выпустила книгу — сборник стихов и песен Таслимы Низами под названием «Җанымнан моң агыла» (c тат.  «Из души льется песня»). В книгу вошли 150 песен, 7 стихотворений и одна поэма.
В 2013 году в издательстве «Слово» вышел сборник песен и стихов «Җәннәт бакчасы Бәкер».
Таслима Низами активно работает с молодыми и начинающими татарскими исполнителями, включая детей, пишет им песни, приглашает принять участие в своих концертах, помогает раскрываться и делать первые шаги.
Регулярно участвует в благотворительных концертах в поддержку инвалидов..

## Семья
Муж — Шарафутдинов Султан Магусович (род. 1951 г., преподаватель истории) — скончался в 2005 г.
Дети: дочь Гульнар (род.1979 — руководитель детского ансамбля «Кояш»), сыновья Ильнар (род.1982 — директор Елабужской школы Айкидо и Джиу-Джитсу), Ильшат (род.1986 — преподаватель иностранных языков, лингвист, полиглот), Иршад (род.1990 — генетик, мл.науч.сотр. КФУ).
Имеет трех внуков: Камиль, Алия, Инсаф.

## Награды
- Заслуженная артистка Республики Татарстан (12 ноября 2008).
- В 2006 году Отдел культуры г. Казани наградил Таслиму Низами почетной грамотой за вклад в развитие культуры и искусства в г. Казани.